# Добрила Гај-Поповић
Добрила Гај-Поповић (Свилајнац, 17. децембар 1923 – Београд, 3. април 2005) била је српска историчарка и руковоткиња средњовековних збирки Одељења нумизматике Народног музеја у Београду.

## Биографија
Основну школу завршила је у Београду, а потом и београдску IV женску гимназију. У Београду је, такође, у првој послератној генерацији, 1949. године, дипломирала на Филозофском факултету, на одсеку Историја уметности са археологијом. По завршетку факултета запошљава се у Народном музеју Београд, где проводи цео свој радни век, до пензионисања 1987. године. Објављивала је у часопису Numismatic Literature, у издању Америчког нумизматичког друштва из Њујорка. Била је и сарадник часописа Динар. Највећи број радова објавила је из области српске средњовековне нумизматике. Од посебног су значаја радови у којима објављује оставе из Коштунића, Куманице, Срема, Хајдучке воденице, Косова Поља и неколико остава из збирке Народног музеја у Београду. Поред овога, објављује податке о неколико значајних збирки српског средњовековног новца, и то збирке Народног музеја, Музеја примењене уметности, збирке Лукијана Мушицког, Љубе Ковачевића, Филипа Ферарија, Станислава Симоновића, Станислава Кракова и Филипа Грирсона. Обрађивала је и друге нумизматичке теме – илирски и византијски новац, медаље и плакете, а један од првих њених радова била је Библиографија др Растислава Марића, од кога је преузела Нумизматички кабинет Музеја. Поред нумизматике, бавила се и изучавањем сфрагистике, из које нам је оставила радове о печатима Стефана Немање, византијског цара Јустинијана и мађарског краља Саломона.